# 鏡円坊
鏡円坊（きょうえんぼう）は、山梨県南巨摩郡身延町梅平にある日蓮宗の寺院。身延山久遠寺の山内支院の一つ。通師法縁。天然記念物鏡円坊のサクラで知られる。宗門史跡。

## 歴史
- 波木井実長の邸に日台（波木井長氏の子で幼名は春乙丸）が創建した。

## 境内
- 本堂

### サクラ
- 鏡円坊のサクラ　樹齢400年以上のイトザクラで山梨県の天然記念物に指定されている。

## 歴代
- 日台

## 参考資料
- 日蓮宗寺院大鑑編集委員会『宗祖第七百遠忌記念出版 日蓮宗寺院大鑑』大本山池上本門寺 (1981年)